# 文化例外
文化例外（英語：Cultural Exception），是一种为了保护本国的文化不被其他文化侵袭而制定的一种政策。
法国最早提出文化例外，许多国家采用文化例外原则虽然起到了一定的积极效果，但是总体上来说收效甚微。

## 对文化例外的观点
有人认为文化例外过于强调文化与物质的差别。

## 参看
- 文化保护主义